# Cannie Möller

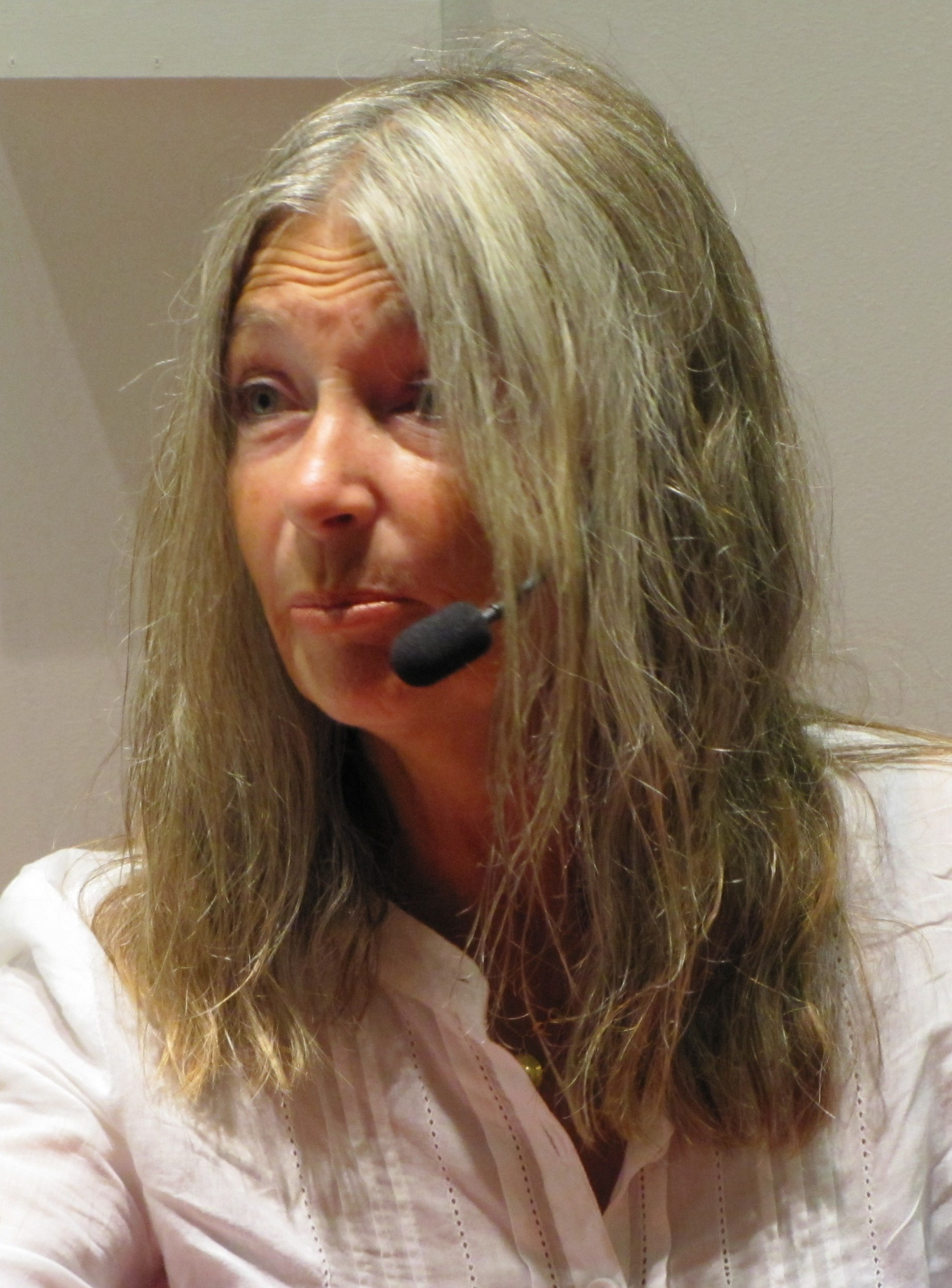
Cannie Möller på Bokmässan 2010.

Cannie Möller, född 1947 i Stockholm, är en svensk författare. 
Möllers första bok Kriget om källan var från början ett filmmanus som aldrig blev en film. Efter att historien skrivits om något skickades den in till en tävling hos förlaget Rabén och Sjögren och vann ett hederspris.
Romanen Stortjuvens pojke filmatiserades 1992 i regi av Henry Meyer, se Stortjuvens pojke (film).

## Biografi
Cannie Möller växte upp utanför Stockholm, där hon blev tvungen att anta en vuxenroll redan som tonåring. Skrivandet har alltid varit viktigt. ”Jag upptäckte det redan som barn, att med pennan i handen kan man få vara med om överraskningar. Man kan slinka in genom dolda dörrar, hitta smygvägar till spännande äventyr och verkligheter där man tidigare aldrig varit.”
Men hennes väg till litteraturen gick genom teatern, först som skådespelare och sedan som pjäsförfattare. Det var då Cannie lärde sig att gestalta människor och berätta historier. Även romandebuten, Kriget om källan kom egentligen till genom dramat; från början var den ett filmmanus som aldrig blev en film, utan skrevs om till romanform och vann hederspris i en tävling om bästa barn- och ungdomsbok som Rabén & Sjögren anordnade 1983. Detta gav mersmak, och sedan dess har Cannie fortsatt skriva romaner, huvudsakligen för ungdomar.
Hösten och vintern 2015 arbetade Cannie som volontär på mottagningshem för flyktingar. Det är människorna, mötena och intrycken från den tiden som inspirerat henne att skriva Väntarna. Fortfarande engagerar hon sig som läxhjälpare och mentor, och säger att hon ständigt förundras över den humor, glädje och det framtidshopp som finns bland de nyanlända hon mött. ”De har hjälpt mig att inse proportionerna  i livet, vad som är bagateller och vad som är stora saker. Vad som är smärta och vad som bara svider lite grann.”

## Teater

### Roller
| År   | Roll | Produktion                    | Regi          | Teater         |
| ---- | ---- | ----------------------------- | ------------- | -------------- |
| 1968 |      | Cirkusmysteriet Cannie Möller | Cannie Möller | Marsyasteatern |

### Regi
| År   | Produktion      | Upphovsmän    | Teater         |
| ---- | --------------- | ------------- | -------------- |
| 1968 | Cirkusmysteriet | Cannie Möller | Marsyasteatern |

## Utmärkelser
- Litteraturfrämjandets debutantstipendium 1983
- Nils Holgersson-plaketten 2007